# Fanny Étienne-Artur
Pour les articles homonymes, voir Étienne et Artur.
Fanny Étienne-Artur (née en 1980) est une auteure et illustratrice française en littérature jeunesse.

## Biographie
Fanny Étienne-Artur a bénéficié d'une formation  en illustration à l’École Estienne. Elle  travaille depuis dans les domaines de l'édition et de la télévision, notamment pour Arte. Elle illustre pour différents support et publics : aussi bien jeunesse qu'adulte, et à la fois dans des BD indépendantes, des fanzines, ou des animations,. 
Ses techniques sont diverses : peinture, dessin, photographie, gravure...
En 2018, elle a obtenu la Pépite Roman 2018 au Salon du livre et de la presse jeunesse, à Montreuil, pour L'Enfant de poussière  issu du Cycle de Syffe, sur lequel elle a travaillé avec l'auteur Patrick K. Dewdney,. En 2019, le cycle complet remporte le Grand prix de l'Imaginaire.